# 職業訓練指導員 (建築科)
職業訓練指導員 (建築科)（しょくぎょうくんれんしどういん けんちくか）は、職業訓練指導員免許のうちの1つ。厚生労働省管轄。

## 受験資格
職業訓練指導員免許の受験資格と試験免除を参照。
建築科においては、一級又は二級建築士の保有者は実務経験不要。さらに一級建築士の保有者は、「系基礎学科」、「専攻学科」の各試験が免除され、「指導方法」の学科試験と「実技」のみでよい。

## 試験科目

### 学科試験
1. 指導方法（職業訓練原理、教科指導法、訓練生の心理、生活指導及び職業訓練関係法規）
2. 関連学科
  1. 系基礎学科
    1. 建築工学（構造力学　建築構造　建築施工　測量　建築製図　関係法規）
    2. 安全衛生（安全管理　衛生管理）

  2. 専攻学科
    1. 建築設計（建築設計　設備設計　建築計画）
    2. 施工法（建築施工法　建築工事　規く術　木材工作法　仕様及び積算）
    3. 材料（建築用材料）

### 実技試験
1. 木造建築
2. 建築製図